# Nootdorp
Nootdorp és una població del municipi de Pijnacker-Nootdorp a la província d'Holanda del Sud, a l'oest dels Països Baixos. Nootdorp fou un municipi a part fins a la reestructuració de municipis neerlandesos de l'any 2002. El 31 de juliol del 2008 tenia aproximadament 15.379 habitants.

## Personatges coneguts
- Maria van Oosterwijk (1630 - 1693), pintora
- Jan Janssen (1940), ciclista i primer guanyador neerlandès del Tour de França
- Rita Verdonk (1955), exministra